# Manifest de Lausana
El Manifest de Lausana fou un manifest fet públic per Joan de Borbó el 19 de març de 1945 a Lausana, on residia, en el qual el pretendent al tron d'Espanya va trencar amb la dictadura del general Franco, que va qualificar de règim «inspirat des del principi en els sistemes totalitaris de les potències de l'Eix», la derrota final de les quals s'acabaria produint aquell mes i mig després. Joan de Borbó demanava al dictador Franco que abandonés el poder i deixés via lliure a la restauració de la monarquia en la seva persona, com a fill i hereu legítim del rei Alfons XIII, que havia mort el febrer de 1941.

## Antecedents
Després del fracàs de les converses entre els generals monàrquics i l'Aliança Nacional de Forces Democràtiques (AFND), Joan de Borbó va enviar una carta confidencial als seus partidaris dins d'Espanya demanant-los l'opinió sobre si havia de trencar amb el règim franquista i publicar un manifest. El contingut de la carta va arribar a coneixement del general Franco, que immediatament va ordenar a l'ambaixador espanyol a Suïssa que s'entrevistés amb Joan de Borbó a Lausana, on residia. Després de l'entrevista, que va tenir lloc el 18 de febrer de 1945, l'ambaixador va enviar a Franco el següent telegrama:
| « | Celebrada l'entrevista i explicada àmpliament la situació, crec que, després de la conversa, Joan de Borbó no farà per ara, manifestacions públiques. Està preocupat per la propaganda republicana i disgustat pel que qualifica de silenci del Generalíssim respecte a la Monarquia i sobre ell mateix. Va afegir: 1) que confirma el contingut de les seves anteriors manifestacions i la carta i telegrama al Generalíssim perquè veu que els esdeveniments li donen la raó; 2) que ha proposat una entrevista personal amb el Generalíssim, que no va acceptar; 3) que va suggerir converses entre dues delegacions d'ambdues parts o enviar a Lausana un representant del Generalíssim, del qual no en va tenir resposta. Va acabar dient que, així com assumeix la responsabilitat en l'actuació, també la contrau en aquests moments guardant silenci. A la maleta que surt el dijous, amplio aquest telegrama. | » |

Segons un informe de la policia franquista que va fer arribar al general Franco, el 7 de març s'havien reunit a la casa de Madrid de l'infant Francisco de Borbó i de la Torre un grup de destacats monàrquics, entre ells els generals Kindelán i Espinosa de los Monteros, per a redactar un document en el qual s'exigia a Franco que proclamés Joan com a rei.

## Contingut

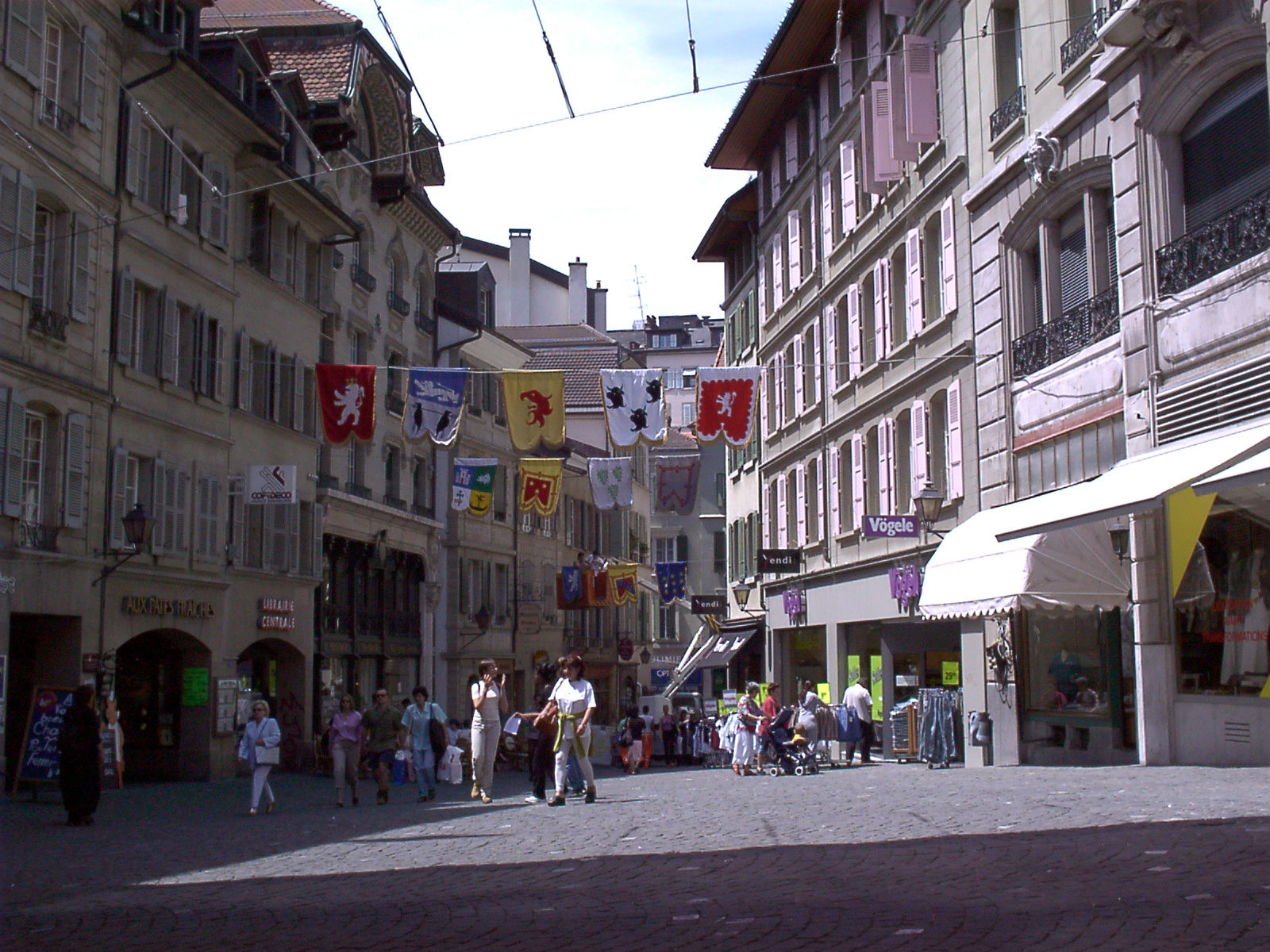
Carrer de Lausana (Suïssa).

Després de quasi un any sense haver fet cap declaració, el 19 de març de 1945 Joan de Borbó va fer públic el Manifest de Lausana, en el qual manifestava que «el règim implantat pel general Franco, inspirat des del principi en els sistemes totalitaris de les Potències de l'Eix, tan contrari al caràcter i tradició del nostre poble, és fonamentalment incompatible amb les circumstàncies que la present guerra està creant al món», és a dir, amb la victòria aliada, i «compromet també el futur de la Nació». Per això demanava a Franco que deixés pas a la «Monarquia tradicional», ja que ella «pot ser instrument de pau i de concòrdia per a reconciliar als espanyols». «Des que vaig assumir els deures i drets a la Corona d'Espanya, vaig mostrar la meva disconformitat amb la política exterior i interior seguida pel general Franco». Per això «Resolc… alçar la meva veu i exigir solemnement al general Franco perquè, reconeixent el fracàs de la seva concepció totalitària de l'Estat, abandoni el poder i doni via lliure a la Restauració».
Segons el manifest, les «tasques primordials» de la «Monarquia tradicional» haurien de ser: «aprovació immediata, per votació popular, d'una Constitució política, reconeixement de tots els drets inherents a la persona humana i garantia de les llibertats polítiques corresponents; establiment d'una Assemblea Legislativa elegida per la Nació; reconeixement de la diversitat regional; amplia amnistia política; una més justa distribució de la riquesa i la supressió d'injustos contrastos socials...». Segons l'historiador franquista Luis Suárez Fernández el que don Joan «prometia [era] el total desmantellament de l'obra de Franco».
El document va ser redactat per Eugenio Vegas Latapie i Julio López Oliván.

## Conseqüències

Escut d'armes de Joan de Borbó.

El manifest va ser silenciat per la premsa i la ràdio espanyoles, tot i que sí que el va difondre la BBC. Es va preparar una espècie de govern de transició presidit pel general Kindelán, amb el general Aranda com a ministre de Defensa, el general Varela com a ministre de l'Aire i el general Juan Bautista Sánchez González com a ministre de l'Exèrcit.
El 25 de març Joan va demanar als seus partidaris que dimitissin dels seus càrrecs, però únicament ho van fer dos d'ells: el duc d'Alba, que va renunciar a l'ambaixada a Londres i va comentar: Franco «no vol sinó sostenir-se a perpetuïtat; és infatuat i superbi. Tot ho sap i confia en el joc internacional temeràriament»; i el general Alfons d'Orleans-Borbó, duc de Sevilla, que va dimitir del seu càrrec d'inspector de las forces aèries. «Quedava, doncs, clar que, per molt propens que fos el moment per a tal pas, només un grapat dels qui es feien dir monàrquics estava disposat a arriscar el seu futur al si del règim i a donar suport a la restauració de la monarquia en contra de la voluntat del dictador. Per tant, el pretendent, havent observat el fracàs del seu atac frontal, es va refugiar un cop més en una postura discreta, esperant que els esdeveniments provoquessin el canvi que ell desitjava».
La reacció del general Franco va ser immediata. Va desterrar al general d'Orleans a la finca que posseïa a Càdis i va enviar dos emisaris, els catòlics Alberto Martín Artajo i Joaquín Ruiz-Giménez Cortés, a que comuniquessin a Joan de Borbó el suport total de l'Exèrcit, de l'Església, del partit únic FET i de les JONS i de la majoria dels monàrquics al règim franquista. El 20 de març va convocar el Consell Superior de l'Exèrcit que va estar reunit tres dies i allà va rebutjar la petició de Kindelán de restaurar la monarquia —«Mentre jo visqui mai seré una reina mare », li va dir. Segons Paul Preston, «el calibre de falsedats que va dir a la reunió suggereix que la seva tendència natural a raonaments il·lusoris s'havia aguditzar per la desesperació». Va arribar a dir que tots els països, inclosos els Estats Units, aviat adoptarien els principis falangistes. «Només Kindelán va desafiar l'absurditat d'algunes d'aquestes afirmacions, per la qual cosa fou recompensat amb una amable burla per part de Franco. Tot i així, molts altres generals semblaven satisfets amb el que acabaven d'escoltar».